# Collegio uninominale Friuli-Venezia Giulia - 03 (2020)
Il collegio elettorale uninominale Friuli-Venezia Giulia - 03 è un collegio elettorale uninominale della Repubblica Italiana per l'elezione della Camera dei deputati.

## Territorio
Come previsto dalla legge n. 51 del 27 maggio 2019, il collegio è stato definito tramite decreto legislativo all'interno della circoscrizione Friuli-Venezia Giulia.
È formato dal territorio dell'intera ex-provincia di Gorizia (25 comuni) e dell'intera ex-provincia di Trieste (6 comuni)
Il collegio è parte del collegio plurinominale Friuli-Venezia Giulia - 01.

## Eletti
| Elezione | Elezione | Deputato              | Partito |
| -------- | -------- | --------------------- | ------- |
|          | 2022     | Massimiliano Panizzut | Lega    |

## Dati elettorali

### XIX legislatura
Come previsto dalla legge elettorale, 147 deputati sono eletti con sistema a maggioranza relativa in altrettanti collegi uninominali a turno unico.
| Candidati                                 | Candidati                       | Voti    | %     | Liste                                 | Voti    | %     |
| ----------------------------------------- | ------------------------------- | ------- | ----- | ------------------------------------- | ------- | ----- |
|                                           | Massimiliano Panizzut ✔️ Eletto | 73 124  | 42,26 | Fratelli d'Italia                     | 47 665  | 27,55 |
| Lega per Salvini Premier                  | Massimiliano Panizzut ✔️ Eletto | 73 124  | 42,26 | 14 159                                | 8,18    |       |
| Forza Italia                              | Massimiliano Panizzut ✔️ Eletto | 73 124  | 42,26 | 10 111                                | 5,84    |       |
| Noi moderati/Lupi - Toti - Brugnaro - UDC | Massimiliano Panizzut ✔️ Eletto | 73 124  | 42,26 | 1 189                                 | 0,69    |       |
|                                           | Caterina Conti                  | 53 035  | 30,65 | Partito Democratico-IDP               | 38 420  | 22,20 |
| Alleanza Verdi e Sinistra                 | Caterina Conti                  | 53 035  | 30,65 | 7 988                                 | 4,62    |       |
| +Europa                                   | Caterina Conti                  | 53 035  | 30,65 | 5 923                                 | 3,42    |       |
| Impegno Civico - Centro Democratico       | Caterina Conti                  | 53 035  | 30,65 | 704                                   | 0,41    |       |
|                                           | Adriana Panzera                 | 16 114  | 9,31  | Movimento 5 Stelle                    | 16 114  | 9,31  |
|                                           | Daniela Rossetti                | 13 182  | 7,62  | Azione - Italia Viva - Calenda        | 13 182  | 7,62  |
|                                           | Franco Zonta                    | 6 390   | 3,69  | Italexit                              | 6 390   | 3,69  |
|                                           | Emma Maria Letizia Agricola     | 4 361   | 2,52  | Italia Sovrana e Popolare             | 4 361   | 2,52  |
|                                           | Silvia Di Fonzo                 | 3 151   | 1,82  | Unione Popolare                       | 3 151   | 1,82  |
|                                           | Marcello Di Finizio             | 2 694   | 1,56  | Vita                                  | 2 694   | 1,56  |
|                                           | Maria Ambrosi                   | 791     | 0,46  | Alternativa per l'Italia (PdF - Exit) | 791     | 0,46  |
|                                           | Paolo Corrado                   | 193     | 0,11  | Noi di Centro – Europeisti            | 193     | 0,11  |
| Totale                                    | Totale                          | 173 035 | 100   |                                       | 173 035 | 100   |
|                                           |                                 |         |       |                                       |         |       |
| Schede bianche                            | Schede bianche                  | 2 095   | 1,16  |                                       |         |       |
| Schede nulle                              | Schede nulle                    | 4 798   | 2,67  |                                       |         |       |
| Votanti                                   | Votanti                         | 179 928 | 62,93 |                                       |         |       |
| Elettori                                  | Elettori                        | 285 924 |       |                                       |         |       |